# Palanques
Palanques Spanyolország Valencia autonóm közösségének, Castellón tartományának Ports megyéjében fekvő, önkormányzattal rendelkező kisvárosa. Morella közelében helyezkedik el. A 2009-es népszámlálás alapján lakosainak száma 35.
A város főtemplomát Mária mennybemenetelének, a másik, kisebb templomot, az Ermita de la Verge dels Dolors nevűt pedig a Fájdalmas Szűzanyának a tiszteletére szentelték fel.

## Története
Palanques egy muzulmán város volt egészen addig, míg a közeli Morellát a XIII. században I. János aragóniai király el nem foglalta. A főterén ma is megtalálhaótó a középkori torony romja..
A város az utóbbi 100 évben lakosságának túlnyomó részét elvesztette. 1900-ban csak 249, 1950-ben 1.133 lakosa volt. A hagyományos mezőgazdasági művelés – mint amilyen a szárazföldi gazdálkodás, a kecske- és birka tenyésztése – megszűnt, mivel a fiatalok Franco tábornok 1959-es stabilizációs terveinek köszönhetően elvándoroltak. Ez a lakosság csökkenését hozta maga után. Munka után nézve a lakosság igen jelentős része Barcelónába és Castellóba költözött.
2000-re Palanques állandó lakossága 21 főre zsugorodott. Manapság a házak egy része nagyon romos, a többit pedig átalakították nyaralóvá. Palanques nyáron megtelik élettel. Ilyenkor a régebbi lakói visszatérnek, hogy itt tölték el a szünidőt. Ezt kontinentális éghajlatának köszönheti. Itt nyáron hűvösek az esték.

## Népesség
A település lakosságának változását az alábbi diagram mutatja:
| Lakosok száma | 25   | 27   | 33   | 35   | 32   | 30   | 35   | 30   | 36   | 34   |
|               | 2001 | 2004 | 2006 | 2009 | 2011 | 2014 | 2016 | 2019 | 2021 | 2024 |